# Onrechtmatige daad (Nederland)
Een onrechtmatige daad is een generiek rechtsfeit uit het Nederlandse burgerlijk recht. Is de gedraging de dader toe te rekenen, dan wordt ook wel gesproken van een fout. Het betreft een handelen of een nalaten waarmee iemand op onwettige of onbehoorlijke wijze een ander schade toebrengt. Uit de onrechtmatige daad vloeit een verbintenis voort: het recht van het slachtoffer (of gelaedeerde) op een schadevergoeding, en de verplichting van de dader (of laedens) om deze te voldoen. De rechtsbetrekking tussen dader en slachtoffer(s) wordt in dit geval omschreven als aansprakelijkheid uit onrechtmatige daad.
Van aansprakelijkheid uit onrechtmatige daad moeten twee andere vormen van aansprakelijkheid onderscheiden worden, waarbij ook sprake kan zijn van schade. Enerzijds is er de contractuele aansprakelijkheid. Daarbij ontstaat schade door het niet nakomen van een overeenkomst. Een voorbeeld hiervan is wanprestatie. Anderzijds is er de aansprakelijkheid uit de zogeheten 'rechtmatige daad'. Er zijn drie hoofdtypen van rechtmatige daad: zaakwaarneming, ongerechtvaardigde verrijking en onverschuldigde betaling.

## Plaats binnen het recht
De onrechtmatige daad is onderdeel van het Nederlandse civiele recht. Het maakt als juridisch begrip deel uit van het aansprakelijkheidsrecht. Aangezien een onrechtmatige daad verbintenissen in het leven roept, maakt het ook deel uit van het Nederlandse verbintenissenrecht dat een onderdeel is van het vermogensrecht. Aangezien de rechtsgevolgen van de onrechtmatige daad niet beoogd hoeven te zijn om op te treden kan de onrechtmatige daad binnen het rechtsfeitenschema als een feitelijke handeling worden getypeerd.
| Rechtsfeitenschema Nederlands privaat- en publiekrecht                                                    | Rechtsfeitenschema Nederlands privaat- en publiekrecht                                                    | Rechtsfeitenschema Nederlands privaat- en publiekrecht                                                      | Rechtsfeitenschema Nederlands privaat- en publiekrecht                                     | Rechtsfeitenschema Nederlands privaat- en publiekrecht                                     | Rechtsfeitenschema Nederlands privaat- en publiekrecht                                     | Rechtsfeitenschema Nederlands privaat- en publiekrecht                                     | Rechtsfeitenschema Nederlands privaat- en publiekrecht                                     | Rechtsfeitenschema Nederlands privaat- en publiekrecht                                     | Rechtsfeitenschema Nederlands privaat- en publiekrecht                                     | Rechtsfeitenschema Nederlands privaat- en publiekrecht                                     | Rechtsfeitenschema Nederlands privaat- en publiekrecht                                               | Rechtsfeitenschema Nederlands privaat- en publiekrecht                                     | Rechtsfeitenschema Nederlands privaat- en publiekrecht                                                                     | Rechtsfeitenschema Nederlands privaat- en publiekrecht                                                   |
| --- | --- | --- | ------------------------------------------------------------------------------------------ | ------------------------------------------------------------------------------------------ | ------------------------------------------------------------------------------------------ | ------------------------------------------------------------------------------------------ | ------------------------------------------------------------------------------------------ | ------------------------------------------------------------------------------------------ | ------------------------------------------------------------------------------------------ | ------------------------------------------------------------------------------------------ | --- | ------------------------------------------------------------------------------------------ | --- | --- |
| Feiten (gebeurtenissen, omstandigheden, handelingen, tijdsverlopen)                                       | | |                                                                                            |                                                                                            |                                                                                            |                                                                                            |                                                                                            |                                                                                            |                                                                                            |                                                                                            | |                                                                                            | | |
| Rechtsfeiten (gebeurtenissen, omstandigheden, handelingen, tijdsverlopen met rechtsgevolg)                | Rechtsfeiten (gebeurtenissen, omstandigheden, handelingen, tijdsverlopen met rechtsgevolg)                | Rechtsfeiten (gebeurtenissen, omstandigheden, handelingen, tijdsverlopen met rechtsgevolg)                  | Rechtsfeiten (gebeurtenissen, omstandigheden, handelingen, tijdsverlopen met rechtsgevolg) | Rechtsfeiten (gebeurtenissen, omstandigheden, handelingen, tijdsverlopen met rechtsgevolg) | Rechtsfeiten (gebeurtenissen, omstandigheden, handelingen, tijdsverlopen met rechtsgevolg) | Rechtsfeiten (gebeurtenissen, omstandigheden, handelingen, tijdsverlopen met rechtsgevolg) | Rechtsfeiten (gebeurtenissen, omstandigheden, handelingen, tijdsverlopen met rechtsgevolg) | Rechtsfeiten (gebeurtenissen, omstandigheden, handelingen, tijdsverlopen met rechtsgevolg) | Rechtsfeiten (gebeurtenissen, omstandigheden, handelingen, tijdsverlopen met rechtsgevolg) | Rechtsfeiten (gebeurtenissen, omstandigheden, handelingen, tijdsverlopen met rechtsgevolg) | Rechtsfeiten (gebeurtenissen, omstandigheden, handelingen, tijdsverlopen met rechtsgevolg)           | Rechtsfeiten (gebeurtenissen, omstandigheden, handelingen, tijdsverlopen met rechtsgevolg) | Rechtsfeiten (gebeurtenissen, omstandigheden, handelingen, tijdsverlopen met rechtsgevolg)                                 | Blote feiten (gebeurtenissen, omstandigheden, menselijke handelingen, tijdsverlopen zonder rechtsgevolg) |
| Menselijke handelingen met rechtsgevolg                                                                   | Menselijke handelingen met rechtsgevolg                                                                   | Menselijke handelingen met rechtsgevolg                                                                     | Menselijke handelingen met rechtsgevolg                                                    | Menselijke handelingen met rechtsgevolg                                                    | Menselijke handelingen met rechtsgevolg                                                    | Menselijke handelingen met rechtsgevolg                                                    | Menselijke handelingen met rechtsgevolg                                                    | Menselijke handelingen met rechtsgevolg                                                    | Menselijke handelingen met rechtsgevolg                                                    | Menselijke handelingen met rechtsgevolg                                                    | Menselijke handelingen met rechtsgevolg                                                              | Menselijke handelingen met rechtsgevolg                                                    | Blote rechtsfeiten (feiten met rechtsgevolg, zijnde geen menselijke handelingen) verjaring overlijden geboorte naburigheid | Blote feiten (gebeurtenissen, omstandigheden, menselijke handelingen, tijdsverlopen zonder rechtsgevolg) |
| Rechtshandelingen (menselijke handelingen met beoogd rechtsgevolg)                                        | Rechtshandelingen (menselijke handelingen met beoogd rechtsgevolg)                                        | Rechtshandelingen (menselijke handelingen met beoogd rechtsgevolg)                                          | Rechtshandelingen (menselijke handelingen met beoogd rechtsgevolg)                         | Rechtshandelingen (menselijke handelingen met beoogd rechtsgevolg)                         | Rechtshandelingen (menselijke handelingen met beoogd rechtsgevolg)                         | Rechtshandelingen (menselijke handelingen met beoogd rechtsgevolg)                         | Rechtshandelingen (menselijke handelingen met beoogd rechtsgevolg)                         | Rechtshandelingen (menselijke handelingen met beoogd rechtsgevolg)                         | Rechtshandelingen (menselijke handelingen met beoogd rechtsgevolg)                         | Rechtshandelingen (menselijke handelingen met beoogd rechtsgevolg)                         | Feitelijke handelingen (menselijke handelingen met niet-beoogd rechtsgevolg)                         | Feitelijke handelingen (menselijke handelingen met niet-beoogd rechtsgevolg)               | Blote rechtsfeiten (feiten met rechtsgevolg, zijnde geen menselijke handelingen) verjaring overlijden geboorte naburigheid | Blote feiten (gebeurtenissen, omstandigheden, menselijke handelingen, tijdsverlopen zonder rechtsgevolg) |
| Eenzijdige rechtshandelingen                                                                              | Eenzijdige rechtshandelingen                                                                              | Eenzijdige rechtshandelingen                                                                                | Meerzijdige rechtshandelingen                                                              | Meerzijdige rechtshandelingen                                                              | Meerzijdige rechtshandelingen                                                              | Meerzijdige rechtshandelingen                                                              | Meerzijdige rechtshandelingen                                                              | Meerzijdige rechtshandelingen                                                              | Meerzijdige rechtshandelingen                                                              | Meerzijdige rechtshandelingen                                                              | Onrechtmatige daad veroorzaken ongeluk, gevaarzetting en/of Strafbaar feit moord, doodslag, diefstal | Rechtmatige daad zaakwaarneming, ongerechtvaardigde verrijking, onverschuldigde betaling   | Blote rechtsfeiten (feiten met rechtsgevolg, zijnde geen menselijke handelingen) verjaring overlijden geboorte naburigheid | Blote feiten (gebeurtenissen, omstandigheden, menselijke handelingen, tijdsverlopen zonder rechtsgevolg) |
| Eenzijdige privaatrechtelijke rechtshandeling                                                             | Eenzijdige privaatrechtelijke rechtshandeling                                                             | Eenzijdige publiekrechtelijke rechtshandeling wetgeving besluit met algemene strekking, beschikking, vonnis | Meerzijdige privaatrechtelijke rechtshandeling                                             | Meerzijdige privaatrechtelijke rechtshandeling                                             | Meerzijdige privaatrechtelijke rechtshandeling                                             | Meerzijdige privaatrechtelijke rechtshandeling                                             | Meerzijdige privaatrechtelijke rechtshandeling                                             | Meerzijdige privaatrechtelijke rechtshandeling                                             | Meerzijdige privaatrechtelijke rechtshandeling                                             | Meerzijdige publiekrechtelijke rechtshandeling afspraak tussen overheidsorganen            | Onrechtmatige daad veroorzaken ongeluk, gevaarzetting en/of Strafbaar feit moord, doodslag, diefstal | Rechtmatige daad zaakwaarneming, ongerechtvaardigde verrijking, onverschuldigde betaling   | Blote rechtsfeiten (feiten met rechtsgevolg, zijnde geen menselijke handelingen) verjaring overlijden geboorte naburigheid | Blote feiten (gebeurtenissen, omstandigheden, menselijke handelingen, tijdsverlopen zonder rechtsgevolg) |
| Gerichte eenzijdige privaatrechtelijke rechtshandeling aanbod, aanvaarding, opzegging arbeidsovereenkomst | Ongerichte eenzijdige privaatrechtelijke rechtshandeling wilsbeschikking, verwerping/ aanvaarding erfenis | Eenzijdige publiekrechtelijke rechtshandeling wetgeving besluit met algemene strekking, beschikking, vonnis | Privaatrechtelijke overeenkomsten                                                          | Privaatrechtelijke overeenkomsten                                                          | Privaatrechtelijke overeenkomsten                                                          | Privaatrechtelijke overeenkomsten                                                          | Privaatrechtelijke overeenkomsten                                                          | Privaatrechtelijke overeenkomsten                                                          | Overige privaatrechtelijke meerzijdige rechtshandelingen                                   | Meerzijdige publiekrechtelijke rechtshandeling afspraak tussen overheidsorganen            | Onrechtmatige daad veroorzaken ongeluk, gevaarzetting en/of Strafbaar feit moord, doodslag, diefstal | Rechtmatige daad zaakwaarneming, ongerechtvaardigde verrijking, onverschuldigde betaling   | Blote rechtsfeiten (feiten met rechtsgevolg, zijnde geen menselijke handelingen) verjaring overlijden geboorte naburigheid | Blote feiten (gebeurtenissen, omstandigheden, menselijke handelingen, tijdsverlopen zonder rechtsgevolg) |
| Gerichte eenzijdige privaatrechtelijke rechtshandeling aanbod, aanvaarding, opzegging arbeidsovereenkomst | Ongerichte eenzijdige privaatrechtelijke rechtshandeling wilsbeschikking, verwerping/ aanvaarding erfenis | Eenzijdige publiekrechtelijke rechtshandeling wetgeving besluit met algemene strekking, beschikking, vonnis | Verbintenisscheppende (obligatoire) overeenkomst                                           | Verbintenisscheppende (obligatoire) overeenkomst                                           | Goederenrechtelijke overeenkomst levering, cessie                                          | Bevrijdende (liberatoire) overeenkomst kwijtschelding, afstand                             | Familierechtelijke overeenkomst huwelijksvoorwaarden                                       | Overige overeenkomsten                                                                     | Overige privaatrechtelijke meerzijdige rechtshandelingen                                   | Meerzijdige publiekrechtelijke rechtshandeling afspraak tussen overheidsorganen            | Onrechtmatige daad veroorzaken ongeluk, gevaarzetting en/of Strafbaar feit moord, doodslag, diefstal | Rechtmatige daad zaakwaarneming, ongerechtvaardigde verrijking, onverschuldigde betaling   | Blote rechtsfeiten (feiten met rechtsgevolg, zijnde geen menselijke handelingen) verjaring overlijden geboorte naburigheid | Blote feiten (gebeurtenissen, omstandigheden, menselijke handelingen, tijdsverlopen zonder rechtsgevolg) |
| Gerichte eenzijdige privaatrechtelijke rechtshandeling aanbod, aanvaarding, opzegging arbeidsovereenkomst | Ongerichte eenzijdige privaatrechtelijke rechtshandeling wilsbeschikking, verwerping/ aanvaarding erfenis | Eenzijdige publiekrechtelijke rechtshandeling wetgeving besluit met algemene strekking, beschikking, vonnis | Wederkerige overeenkomst koop, huur                                                        | Eenzijdige overeenkomst schenking, bewaarneming                                            | Goederenrechtelijke overeenkomst levering, cessie                                          | Bevrijdende (liberatoire) overeenkomst kwijtschelding, afstand                             | Familierechtelijke overeenkomst huwelijksvoorwaarden                                       | Overige overeenkomsten                                                                     | Overige privaatrechtelijke meerzijdige rechtshandelingen                                   | Meerzijdige publiekrechtelijke rechtshandeling afspraak tussen overheidsorganen            | Onrechtmatige daad veroorzaken ongeluk, gevaarzetting en/of Strafbaar feit moord, doodslag, diefstal | Rechtmatige daad zaakwaarneming, ongerechtvaardigde verrijking, onverschuldigde betaling   | Blote rechtsfeiten (feiten met rechtsgevolg, zijnde geen menselijke handelingen) verjaring overlijden geboorte naburigheid | Blote feiten (gebeurtenissen, omstandigheden, menselijke handelingen, tijdsverlopen zonder rechtsgevolg) |

| Schema Nederlands vermogensrecht                       | Schema Nederlands vermogensrecht                               | Schema Nederlands vermogensrecht                                                                                    | Schema Nederlands vermogensrecht                                                                             | Schema Nederlands vermogensrecht                                                            | Schema Nederlands vermogensrecht                                                            | Schema Nederlands vermogensrecht                                                            | Schema Nederlands vermogensrecht                                                            |
| ------------------------------------------------------ | -------------------------------------------------------------- | --- | --- | ------------------------------------------------------------------------------------------- | ------------------------------------------------------------------------------------------- | ------------------------------------------------------------------------------------------- | ------------------------------------------------------------------------------------------- |
| (excl. erfrecht, Boek 4 BW)                            |                                                                | | |                                                                                             |                                                                                             |                                                                                             |                                                                                             |
| ABSOLUTE OF EXCLUSIEVE RECHTEN : (gelden jegens allen) | ABSOLUTE OF EXCLUSIEVE RECHTEN : (gelden jegens allen)         | ABSOLUTE OF EXCLUSIEVE RECHTEN : (gelden jegens allen)                                                              | ABSOLUTE OF EXCLUSIEVE RECHTEN : (gelden jegens allen)                                                       | RELATIEVE OF PERSOONLIJKE RECHTEN : (vorderingsrechten) (gelden slechts jegens wederpartij) | RELATIEVE OF PERSOONLIJKE RECHTEN : (vorderingsrechten) (gelden slechts jegens wederpartij) | RELATIEVE OF PERSOONLIJKE RECHTEN : (vorderingsrechten) (gelden slechts jegens wederpartij) | RELATIEVE OF PERSOONLIJKE RECHTEN : (vorderingsrechten) (gelden slechts jegens wederpartij) |
| GOEDERENRECHT                                          | GOEDERENRECHT                                                  | GOEDERENRECHT | RECHTEN op VOORTBRENGSELEN VAN DE MENSELIJKE GEEST (gepland voor Boek 9 BW) auteursrecht, octrooirecht, enz. | VERBINTENISSENRECHT (Boek 6 en 7 BW)                                                        | VERBINTENISSENRECHT (Boek 6 en 7 BW)                                                        | VERBINTENISSENRECHT (Boek 6 en 7 BW)                                                        | VERBINTENISSENRECHT (Boek 6 en 7 BW)                                                        |
| Zakelijke rechten (Boek 5 BW)                          | Zakelijke rechten (Boek 5 BW)                                  | Rechten op (absolute en relatieve) vermogensrechten Dit kunnen ook rechten zijn op vorderingsrechten! aandeel, enz. | RECHTEN op VOORTBRENGSELEN VAN DE MENSELIJKE GEEST (gepland voor Boek 9 BW) auteursrecht, octrooirecht, enz. | Verbintenisscheppende overeenkomsten                                                        | Verbintenisscheppende overeenkomsten                                                        | Verbintenissen uit de wet                                                                   | Verbintenissen uit de wet                                                                   |
| Volledig recht op een zaak eigendom                    | Beperkt recht op een zaak erfpacht, mandeligheid, opstal, enz. | Rechten op (absolute en relatieve) vermogensrechten Dit kunnen ook rechten zijn op vorderingsrechten! aandeel, enz. | RECHTEN op VOORTBRENGSELEN VAN DE MENSELIJKE GEEST (gepland voor Boek 9 BW) auteursrecht, octrooirecht, enz. | Eenzijdige overeenkomst schenking, enz.                                                     | Meerzijdige overeenkomst ruil, koop, huur, enz.                                             | Onrechtmatige daad (Boek 6 BW, titel 3)                                                     | Rechtmatige daad zaakwaarneming, ongerechtvaardigde verrijking, onverschuldigde betaling    |

## Wettelijke bepaling
Onrechtmatige daad is een juridisch begrip: wetten en jurisprudentie bepalen wat wel en wat niet als een onrechtmatige daad wordt beschouwd. De omschrijving en gevolgen van een onrechtmatige daad zijn in het Nederlandse recht vastgelegd in artikel 162 van boek 6 van het Nederlandse Burgerlijk Wetboek (hierna afgekort als BW). Dit artikel luidt als volgt:

Artikel 6:162

1. Hij die jegens een ander een onrechtmatige daad pleegt, welke hem kan worden toegerekend, is verplicht de schade die de ander dientengevolge lijdt, te vergoeden.

2. Als onrechtmatige daad worden aangemerkt een inbreuk op een recht en een doen of nalaten in strijd met een wettelijke plicht of met hetgeen volgens ongeschreven recht in het maatschappelijk verkeer betaamt, een en ander behoudens de aanwezigheid van een rechtvaardigingsgrond.

3. Een onrechtmatige daad kan aan de dader worden toegerekend, indien zij te wijten is aan zijn schuld of aan een oorzaak welke krachtens de wet of de in het verkeer geldende opvattingen voor zijn rekening komt.

Voor 1992 was de onrechtmatige daad geregeld in artikelen 1401 en 1402 van het Burgerlijk Wetboek (oud). Deze artikelen luidden als volgt:
Artikel 1401: "Elke onrechtmatige daad, waardoor aan een ander schade wordt toegebracht, stelt dengenen door wiens schuld die schade veroorzaakt is in de verpligting om dezelve te vergoeden."
Artikel 1402: "Een ieder is verantwoordelijk, niet alleen voor de schade, welke hij door zijne daad, maar ook voor die welke hij door zijne nalatigheid of onvoorzigtigheid veroorzaakt heeft."

## Voorwaarden waaraan een onrechtmatige daad moet voldoen
Er ontstaat pas een plicht tot schadevergoeding als aan deze vijf voorwaarden is voldaan:
- een onrechtmatige gedraging (doen of nalaten);
- toerekenbaarheid van de daad aan de dader;
- schade;
- causaal verband tussen de daad en de schade;
- relativiteit.

### Onrechtmatigheid van de daad
Artikel 6:162 BW typeert drie soorten onrechtmatige gedragingen:
- een inbreuk op een recht of
- een doen of nalaten in strijd met een wettelijke plicht of
- een doen of nalaten in strijd met hetgeen volgens ongeschreven recht in het maatschappelijk verkeer betaamt.

Er kan dus sprake zijn van een onrechtmatige gedraging, zelfs als actief handelen ontbreekt. Voorbeelden van onrechtmatige gedragingen zijn het beschadigen van een zaak van iemand anders, schending van het auteursrecht en gevaarzetting; dit laatste is de schending van een zorgvuldigheidsnorm door een groter gevaar in het leven te roepen dan waarop een normaal persoon bedacht hoeft te zijn.
Vaak valt een onrechtmatige gedraging onder meerdere categorieën. Wie bijvoorbeeld iemand slaat, maakt niet alleen een inbreuk op een recht (het recht op lichamelijk integriteit), maar handelt ook in strijd met een wettelijke plicht (de plicht zich te onthouden van mishandeling) en handelt ook in strijd met de maatschappelijke betamelijkheid (je hoort anderen niet te slaan).
Aansprakelijkheid ontbreekt als de daad kan worden gerechtvaardigd. Voorbeelden van erkende rechtvaardigingsgronden zijn:
- Overmacht;
- Noodweer;
- Uitvoering van een wettelijk voorschrift of wettelijke bevoegdheid;
- Uitvoering van een bevoegd gegeven ambtelijk bevel;
- Toestemming van degene tegen wie de gedraging zich richt.

#### Geschiedenis van het onrechtmatigheidsbegrip
In Nederland was aanvankelijk slechts sprake van een onrechtmatige daad als een wet was overtreden. In die tijd werd onrechtmatige daad beschreven in artikel 1401 van het Burgerlijk Wetboek (Oud). Onder invloed van het legisme interpreteerde men onrechtmatig als onwetmatig. In 1910, in het Zutphense waterleiding-arrest werd ondanks grote schade geen aansprakelijkheid vastgesteld. In 1919 werd dit anders toen in het Lindenbaum/Cohen-arrest ook maatschappelijke zorgvuldigheid meewoog in het bepalen of sprake was van een onrechtmatige daad. In Boek 6 van het nieuwe Burgerlijk Wetboek, dat in 1992 in werking trad, is deze jurisprudentie gecodificeerd door het toevoegen van een schending van het zorgvuldigheidsbeginsel als onrechtmatige gedraging.

### Toerekenbaarheid
De daad moet aan de dader kunnen worden toegerekend. Artikel 6:162 lid 3 bepaalt dat toerekening van de daad berust op:
- schuld; dit wordt schuldaansprakelijkheid genoemd. Het moet hierbij gaan om verwijtbaar gedrag.
- een oorzaak die voor zijn rekening komt:
  - krachtens de wet of
  - krachtens de in het verkeer geldende opvattingen; dit wordt risicoaansprakelijkheid genoemd.

Bij schuldaansprakelijkheid is men zelf schuldig: dit loopt van verwijtbaarheid tot opzet. Bij risicoaansprakelijkheid wordt de onrechtmatige daad toegerekend aan iemand op grond van de wet of van de in het verkeer geldende opvattingen. Zo kunnen minderjarigen en gehandicapten op grond van artikel 6:165 aansprakelijk worden gesteld voor een onrechtmatige gedraging, ook wanneer er niet van verwijtbaarheid sprake zou zijn.
De aansprakelijkheid krachtens verkeersopvattingen wordt sinds 1992 specifiek genoemd. Al eerder bepaalde de rechter dat verkeersopvattingen een rol kunnen spelen bij het vaststellen van de onrechtmatigheid van een gedraging, zoals in het Kelderluik-arrest.
In de volgende gevallen is er in ieder geval sprake van niet-toerekenbaarheid:
- Er is sprake van een schulduitsluitingsgrond, en de onrechtmatige daad komt niet voor rekening van de dader krachtens wet of verkeersopvatting;
- De dader is op het moment van de gedraging jonger dan 14 jaar.

Van de toerekening krachtens de wet of krachtens in het verkeer geldende opvattingen moet onderscheiden worden de risicoaansprakelijkheid van ouders voor daden van hun kinderen jonger dan veertien jaar (art. 6:169 lid 1 BW), van werkgevers voor daden van hun ondergeschikten (art. 6:170 BW), etc. Daarbij is immers sprake van aansprakelijkheid voor een onrechtmatige gedraging die ze niet zelf gepleegd hebben!

### Schade
Er is alleen sprake van aansprakelijkheid als de gedraging tot schade heeft geleid. Dat kan zowel vermogensschade zijn als ander nadeel. Ander nadeel kan alleen verhaald worden op de dader voor zover de wet op vergoeding hiervan recht geeft (artikel 6:95 BW).
Het recht op een schadevergoeding kan niet worden overgedragen op een ander, en is niet vatbaar voor beslag, tenzij het bij overeenkomst is vastgelegd of ter zake een vordering in rechte is ingesteld. Voor overgang onder algemene titel is voldoende dat de gelaedeerde aan de aansprakelijke persoon heeft medegedeeld op de vergoeding aanspraak te maken.

#### Vermogensschade
Vermogensschade omvat zowel geleden verlies als gederfde winst. Vermogensschade is bijvoorbeeld de reparatiekosten aan een auto na een aanrijding, of de kosten van ziekenhuisopname na een aanrijding. Als er kosten moeten worden gemaakt om de hoogte van de schade vast te stellen (bijvoorbeeld de kosten van een taxateur bij autoschade), of om uit te zoeken wie aansprakelijk is voor de schade, komen die kosten ook voor schadevergoeding in aanmerking. Als er een rechtszaak nodig is om de schade vergoed te krijgen, komen die kosten ook voor schadevergoeding in aanmerking (daarbij gelden wel de regels met betrekking tot proceskosten (zie artikel 6:96 BW en artikel 241 Wetboek van Burgerlijke Rechtsvordering).
Soms kan (meer) schade voorkomen worden door de gelaedeerde; als daardoor andere kosten gemaakt worden komen ook die voor schadevergoeding in aanmerking. Die kosten moeten dan wel redelijk zijn.

#### Ander nadeel
Voor ander nadeel dan vermogensschade heeft de gelaedeerde recht op een "naar billijkheid vast te stellen" schadevergoeding als sprake is van een of meer van de volgende situaties:
- De aansprakelijke persoon had het oogmerk zodanig nadeel toe te brengen.
- De gelaedeerde heeft lichamelijk letsel opgelopen, is in zijn eer of goede naam geschaad of is op andere wijze in zijn persoon aangetast.
- Het nadeel bestaat uit aantasting van de nagedachtenis van een overledene en is toegebracht aan de partner of bloedverwant (tot in de tweede graad) van de overledene. In dit geval is alleen sprake van een onrechtmatige daad als de aantasting plaatsvond op een manier die de overledene, als hij nog in leven was geweest, recht zou hebben gegeven op schadevergoeding wegens het schaden van zijn eer of goede naam. 'Partner' is in dit geval de (niet van tafel en bed gescheiden) huwelijkspartner of de geregistreerde partner.

Deze schade wordt ook wel immateriële schade of smartengeld genoemd. In het Nederlandse systeem worden minder en lagere vergoedingen van immateriële schade toegekend dan in het Angelsaksische systeem. In Nederland wordt geen affectieschade toegekend aan de gedupeerde, in tegenstelling tot in het Angelsaksische systeem.

#### Matiging
De rechter is bevoegd de eis tot schadevergoeding te matigen ("verminderen"). De rechter kan dat bijvoorbeeld doen als de dader een geringe draagkracht heeft, of als de dader te goeder trouw heeft gehandeld. Als de veroorzaker zich voor zijn aansprakelijkheid op een verzekering kan beroepen, wordt matiging altijd afgewezen.

### Causaal verband
Aan het vereiste van een causaal verband wordt voldaan indien de schade het gevolg is van de gedraging. Belangrijk hiervoor is of de gedraging een zogeheten condicio sine qua non was, met andere woorden of de schade niet zou zijn ontstaan indien de gedraging niet had plaatsgevonden; als de schade zou zijn ontstaan ook al had de gedraging niet plaatsgevonden, dan is er geen sprake van een causaal verband. Het criterium of de schade redelijkerwijs te voorzien was (adequatiebeginsel) speelt soms ook een rol. Daarnaast is van belang of de schade als gevolg aan de gedraging in redelijkheid kan worden toegerekend. Het gaat hierbij dus niet om de toerekening van de gedraging aan de dader (zie hierboven onder Toerekening), maar om de toerekenbaarheid van de schade aan de gedraging: kan de schade ook rechtens worden gekwalificeerd als een gevolg van een gedraging?

#### Omkeringsregel
In beginsel dient de benadeelde het causale verband tussen de gedraging en de schade te bewijzen. Een uitzondering op deze regel doet zich voor wanneer er (i) sprake is van schending van een norm die ertoe strekt een specifiek gevaar ter zake van het ontstaan van schade bij een ander te voorkomen en (ii) dit gevaar zich vervolgens ook verwezenlijkt. Dit wordt ook wel de omkeringsregel genoemd. Die term is wat verwarrend want de bewijslast van het causaal verband wordt niet echt omgekeerd. Het causaal verband wordt vooralsnog bij wege van rechtsvermoeden aangenomen maar als de gedaagde dat vermoeden weet te ondergraven, zal de eiser het bewijs alsnog dienen bij te brengen en als dit niet lukt, verliest hij het proces. Een voorbeeld is een verkeersongeval waarbij de aangesprokene onder invloed van alcohol aan het verkeer deelnam. Deze moet dan bewijzen dat het ongeval ook had plaatsgevonden als hij of zij geen alcohol had gebruikt. De norm dat men niet onder invloed aan het verkeer mag deelnemen beschermt namelijk specifiek tegen ongevallen in het verkeer. Zie hiervoor ook Arrest Der Bildtpollen/Miedema.

### Relativiteit
Artikel [6:]163. Geen verplichting tot schadevergoeding bestaat, wanneer de geschonden norm niet strekt tot bescherming tegen schade zoals de gelaedeerde die heeft geleden.

De dader is alleen aansprakelijk voor schade, als de norm die hij overschreden heeft als doel heeft om het (aangetaste) recht van de gelaedeerde te beschermen. Er moet dus een relatie bestaan tussen de veroorzaakte schade en het beschermde belang.
Een voorbeeld is dat van een tandarts die onbevoegd zijn beroep uitoefent. De wet stelt een vergunning verplicht voor tandartsen. Andere tandartsen kunnen die tandarts niet aansprakelijk stellen. De vergunningplicht is namelijk ingesteld om de patiënt te beschermen tegen onbekwame tandartsen, en niet om de broodwinning van concurrerende tandartsen te beschermen (HR 17-01-1958, NJ 1961, 568, Beukers/Dorenbos).
Het relativiteitsvereiste is in de Nederlandse rechtspraak geïntroduceerd in het Arrest De Marchant et d'Ansembourg (HR 25-05-1928, NJ 1928, 1688 met noot EMM).
Een vroege toepassing is het brandstichtingsarrest (HR 24-01-1930, NJ 1930, 299): De vrouw van de huiseigenaar met wie zij in algehele gemeenschap van goederen is gehuwd, steekt in zijn afwezigheid het tegen brandschade verzekerde huis in brand. De verzekeringsmaatschappij wil de schade aan de huiseigenaar niet vergoeden, omdat de verzekeringsmaatschappij van mening is dat de brandstichting een tegenover haar als verzekeraar gepleegde onrechtmatige daad is. De Hoge Raad zegt in dit arrest dat de echtgenote van de huiseigenaar door de brand te stichten een norm overtreden heeft. Maar dat is een norm, die strekt tot bescherming van andere belangen dan het belang waarin de verzekeraar is geschaad. Daarom kan de verzekeraar aan de overtreding van die norm geen recht ontlenen. Dit zou alleen dan anders kunnen zijn, als de brand was gesticht met de bedoeling om de verzekeraar te benadelen. In dat geval zou namelijk inbreuk zijn gemaakt op de - ook de verzekeraar beschermende - plicht om niet zonder redelijke grond aan een ander opzettelijk nadeel toe te brengen.
Met name als het gaat om de aansprakelijkheid van de overheid speelt het relativiteitsvereiste een rol. De Hoge Raad heeft op 7 mei 2004 daarover de volgende uitspraak gedaan (Duwbak Linda). Een baggerschip zinkt doordat een ander schip, een duwbak, kapseist. De oorzaak hiervan is de slechte staat waarin de oude duwbak verkeert. Het baggerbedrijf stelt de Staat der Nederlanden en de deskundige die een onzorgvuldige keuring heeft verricht aansprakelijk. De Hoge Raad oordeelt dat niet is voldaan aan het relativiteitsvereiste. Zij oordeelt dat het overtreden veiligheidsreglement (RosR) de veiligheid van het scheepvaartverkeer in algemene zin wil bevorderen. Dit betekent dat het reglement niet strekt tot bescherming van het individueel vermogensbelang van derden, die schade lijden door een onvoldoende zorgvuldig gekeurd schip. De Hoge Raad wijst erop dat uiteindelijk de eigenaar verantwoordelijk is voor de deugdelijkheid van het schip. Dat de Staat in het algemeen verantwoordelijk is voor een veilig scheepvaartverkeer betekent niet, dat een onbeperkte groep van derden beschermd wordt tegen de schade, die kan ontstaan doordat bij de keuring de onveiligheid van het schip niet is gebleken.

## Eigen schuld
Er is sprake van eigen schuld als de schade (deels) te wijten is aan de gelaedeerde. Uit artikel 6:101 lid 1 BW volgt dat dan de vergoedingsplicht gedeeltelijk wordt verminderd of zelfs volledig vervalt. De schade wordt in beginsel verdeeld naar evenredigheid met de mate van schuld van partijen, oftewel op basis van de causale maatstaf. De verdeling kan echter in verband met de eisen van billijkheid anders uitvallen. Bij de billijkheidscorrectie is met name de ernst van de gemaakte fouten van belang.

## Onrechtmatige daad versus strafrecht
Een gedraging die een onrechtmatige daad oplevert, kan tegelijkertijd strafbaar zijn. De dader kan dan door de slachtoffer aangesproken worden in een civiele procedure, en door het Openbaar Ministerie in een strafprocedure. Dit zijn dus twee aparte gerechtelijke procedures.
Sinds een aantal jaren kan een slachtoffer in Nederland bij een strafzaak een schadeclaim indienen, waardoor in één rechtszaak zowel de civiele zaak (de onrechtmatige daad van de dader) als de strafzaak (het strafbare feit) afgehandeld kan worden. Dat kan echter alleen bij eenvoudige zaken. Als de zaak te ingewikkeld is moet het slachtoffer nog steeds een afzonderlijke civiele zaak aanspannen om zijn schade vergoed te krijgen.

## Vergelding
In het Romeinse recht en de common law wordt naast de vergoeding van de materiële en immateriële schade tevens vergolden. Dit komt doordat de strafwetten in die rechtssystemen veel minder omvangrijk zijn; de vergelding (voor het leed dat is aangedaan) vindt dan niet plaats door middel van het strafrecht maar door middel van het civiele recht. De naar Nederlandse maatstaven torenhoge boetes in het Anglo-Amerikaanse recht zijn dan ook geen vergoeding voor immateriële schade of affectieschade, maar een straf voor de overtreder: vergelding.